# تپه هوشنگ مرادی
تپه هوشنگ مرادی در شهرستان مینودشت، بخش گالیکش، روستای پرسه سو واقع شده و این اثر در تاریخ ۱۰ خرداد ۱۳۸۲ با شمارهٔ ثبت ۸۷۹۵ به‌عنوان یکی از آثار ملی ایران به ثبت رسیده است.